# 이다 도시
이다 도시(프랑스어: Ida Daussy, 본명 : 이다 노엘 다니엘 도시(Ida Noëlle Danielle Daussy), 한국명 : 서혜나, 1969년 7월 13일 ~ )는 대한민국의 방송인 겸 대학 교수이자 광고 모델 겸 수필가이며 프랑스 출생이고 대한민국의 시민이다.

## 약력
프랑스 노르망디 지방 센마리팀 주 페캉에서 출생하였고 지난날 한때 프랑스 노르망디 지방 망슈 주 생로에서 잠시 유아기를 보낸 적이 있으며 그 후 프랑스 파리에서 잠시 유년기를 보낸 적이 있는 그녀는 1992년 연세대학교 한국어학당 학생으로 처음 한국에 온 후〈EBS 프랑스어 회화〉에 보조강사로 출연하였으며, 그 이듬해인 1993년 한국인 남성과 결혼하였다. 현재 슬하에 아들 둘을 두고 있다. 이후 방송 활동 등을 통하여 인지도를 높이면서 대한민국에서 가장 유명한 프랑스인이 되었으며, 빠르고 수다스러운 말솜씨로 인해 '울랄라' 등의 유행어를 낳기도 하였다. 방송 외에 주부 강연 및 한국과 프랑스의 문화 차이에 대한 책을 쓰는 등 저술활동을 하기도 하였다. 1996년에는 대한민국 국적을 취득하였다. 2009년에 남편과 이혼하였으며, 이후 양육권 소송 끝에 두 자녀의 양육권을 얻었고, 현재 두 자녀와 함께 살고 있다. 또한 2012년부터 숙명여자대학교 불어불문학과 전임교수로 재직 중이다.

## 학력
- 프랑스 르아브르 대학교 경영학 학사 (1990년 2월 조기 학위)
- 프랑스 르아브르 대학교 경영학 석사 (1991년 8월 조기 학위) Maitrise de Sciences et Techniques “Commerce avec l’Asie” - Universite internationale de Havre (France)
- 연세대학교 대학원 한국어학과 문학석사 (2005년 8월 취득)
- 연세대학교 대학원 사회학과 박사과정 수료 (2012년)

## 방송 출연
- KBS 1TV
  - 아침마당
  - TV는 사랑을 싣고
  - 가족오락관
  - 체험 삶의 현장
  - 좋은나라 운동본부
- KBS 2TV
  - 이다도시의 한국체험 - 1996년 10월 14일 ~ 1996년 12월 31일
  - 톡톡 이브닝 - 이브닝 파트너
- SBS TV
  - 코미디 펀치펀치 - 1996년 9월 8일 ~ 1996년 10월 13일(임하룡, 엄정화와 1부 공동진행)
  - 스타 주니어쇼 붕어빵 - 2009년 ~ 2015년 4월.
  - 청담동 앨리스 - 지앤의류 면접관 역 (특별출연) 《드라마》
- MBC TV
  - 남자 셋 여자 셋 - 소니아 네슐리에 역 《시트콤》

## TV 광고
- 축산업협동조합 - 축협우유 (하일, 이참, 강호동과 함께 출연)
- 옥시레킷벤키저 - 다림질 박사
- 한국가스안전공사
- 두리두리미디어 - 두리두리한글
- 쿠쿠홈시스
- 동화약품 - 화이투벤S
- 대웅제약 - 헤모큐
- 롯데웰푸드 - 몽쉘통통
- CJ제일제당 - 핫햄
- 롯데웰푸드 - 찰떡와플
- 일동제약 - 메디폼 (유준상과 함께 출연)
- 위니아전자 - 대우탱크냉장고 동시만족 돼지저금통 내레이터
- 한국쓰리엠 - 스카치 브라이트
- 아진종합식품 - 도들샘 김치
- 레삐코리아 - 레삐프랑스
- 보령메디앙스 - 베이비 오랄크린

## 홈쇼핑 출연
- 매직무브

## 이외 이력
- 前 한국외대 초빙교수
- 前 숙명여대 전임강사
- 2012 ~ 현재 숙명여자대학교 문과대학 프랑스언어문화학과 전임교수

## 국적
이다도시는 1993년 서창수 씨와 혼인한 뒤, 한국 국적의 배우자에게 한국 국적을 부여하는 국적법에 따라 대한민국 국적을 취득, 귀화하였다. 2010년 이후 개정된 국적법에서는 한국 국적 배우자와 결혼해 국적을 취득한 사람은 외국국적 불행사 서약을 통해 복수국적을 유지할 수 있도록 허용하고 있지만, 이다도시의 경우 법 개정 이전 혼인했기에 프랑스 국적은 포기했다.
이다도시의 두 아들들은 모두 한국 국적자이다.

## 가족 관계
- 배우자 : 서창수 - 1993년 결혼 ~ 2009년 이혼
  - 장남 : 서유진 (1997년 ~ )
  - 차남 : 서태진 (2003년 ~ )
- 배우자 : 피에르 삐에르 - 2019년 결혼

## 같이 보기
- 하일(로버트 할리)
- 이참(베른하르트 크반트)
- 박노자(블라디미르 티호노프)
- 제프리 존스
- 모모세 다다시
- 티모시
- 김린
- 강호동
- 양준혁
- 홍석천
- 박수림